# Randusari (Rowosari)
Randusari is een bestuurslaag in het regentschap Kendal van de provincie Midden-Java, Indonesië. Randusari telt 1141 inwoners (volkstelling 2010).